# Su (kana)
Su (romanização do hiragana す ou katakana ス) é um dos kana japoneses, cada um dos quais representa um mora. No sistema moderno da ordem alfabética japonesa (Gojūon), ele ocupa a 13ª posição do alfabeto, entre Shi e She. Na língua ainu, o katakana ス pode ser escrito como pequeno ㇲ para representar um s final, e é usado para enfatizar a pronúncia de [s] ao invés do normal [ɕ] (representado em ainu como ㇱ).
| Forma                        | Romaji | Hiragana        | Katakana        |
| ---------------------------- | ------ | --------------- | --------------- |
| s- (さ行 sa-gyō)             | su     | す              | ス              |
| s- (さ行 sa-gyō)             | suu sū | すう, すぅ すー | スウ, スゥ スー |
| Com dakuten z- (ざ行 za-gyō) | zu     | ず              | ズ              |
| Com dakuten z- (ざ行 za-gyō) | zuu zū | ずう, ずぅ ずー | ズウ, ズゥ ズー |

| swa   | すぁ   | スァ   |
| swi   | すぃ   | スィ   |
| (swu) | (すぅ) | (スゥ) |
| swe   | すぇ   | スェ   |
| swo   | すぉ   | スォ   |

| zwa   | ずぁ   | ズァ   |
| zwi   | ずぃ   | ズィ   |
| (zwu) | (ずぅ) | (ズゥ) |
| zwe   | ずぇ   | ズェ   |
| zwo   | ずぉ   | ズォ   |

## Formas alternativas
No Braile japonês, す ou ス são representados como:
| ●  | ● |
| － | ● |
| － | ● |

O Código Morse para す ou ス é: −−−・−

## Sequência de traços

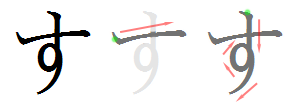
Sequência de traços para escrita do す

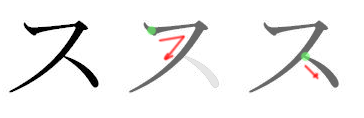
Sequência de traços para escrita do ス

|  |  |